# Метт Бйонді
Метт Бйонді  (англ. Matt Biondi, 8 жовтня 1965) — американський плавець, олімпійський чемпіон.

## Виступи на Олімпіадах
| Олімпіада         | Дисципліна                            | Місце |
| ----------------- | ------------------------------------- | ----- |
| Лос-Анджелес 1984 | естафета 4 × 100 вільним стилем       | 1     |
| Сеул 1988         | плавання на 50 метрів вільним стилем  | 1     |
| Сеул 1988         | плавання на 100 метрів вільним стилем | 1     |
| Сеул 1988         | плавання на 200 метрів вільним стилем | 3     |
| Сеул 1988         | естафета 4 × 100 вільним стилем       | 1     |
| Сеул 1988         | естафета 4 × 200 вільним стилем       | 1     |
| Сеул 1988         | плавання на 100 метрів, батерфляй     | 2     |
| Сеул 1988         | комплексна естафета 4 × 100           | 1     |
| Барселона 1992    | плавання на 50 метрів вільним стилем  | 2     |
| Барселона 1992    | плавання на 100 метрів вільним стилем | 5     |
| Барселона 1992    | естафета 4 × 100 вільним стилем       | 1     |
| Барселона 1992    | комплексна естафета 4 × 100           | 1     |